# Tour della nazionale maschile di rugby a 15 dell'Australia 1983
Il Tour della nazionale di rugby dell'Australia 1983 fu una serie di 11 match di rugby a 15 disputati tra Italia e Francia tra il 16 ottobre 1983 e il 23 novembre.
In questo tour i "Wallabies" disputarono tre "test match" ufficiali: uno vinto contro l'Italia e 2 (pareggio e sconfitta) con la Francia. Un tour dunque poco esaltante.

## Risultati

### Itest match
| Arbitro: | Jean-Claude Yche |

|                |      |                                                     |
| Zanon 62’      | mt   | 17’ Moon 30’, 78’ Hawker 40+2’ Williams 75’ M. Ella |
|                | tr   | 30’, 40+2’, 75’ Campese                             |
| Bettarello 35’ | c.p. | 24’ Campese                                         |

| Arbitro: | Graeme Harrison |

|                    |      |                |
|                    | mt   | Roche          |
|                    | tr   | Campese        |
| Lescarboura (3)    | c.p. | Campese        |
| Lafond Lescarboura | drop | M. Ella Hawker |

| Arbitro: | Graeme Harrison |

|                          |      |         |
| Estève                   | mt   |         |
| Lescarboura              | tr   |         |
| Gabernet Lescarboura (2) | c.p. | Campese |
|                          | drop | M. Ella |

### Gli altri incontri
| L'Aquila 16 ottobre 1983 | Italia B | 0 – 26 | Australia XV | Stadio Tommaso Fattori |

| Strasburgo 26 ottobre 1983 | Selezione Francese | 16 – 19 | Australia XV |  |

| Le Creusot 29 ottobre 1983 | Polizia Francese | 15 – 15 | Australia XV |  |

| Grenoble 1º novembre 1983 | Selezione Francese | 7 – 27 | Australia XV | Stadio Lesdiguières |

| Perpignano 5 novembre 1983 | Selezione Francese | 15 – 9 | Australia XV |  |

| Agen 9 novembre 1983 | Selezione Francese | 36 – 6 | Australia XV |  |

| La Rochelle 16 novembre 1983 | Francia Militare | 10 – 16 | Australia XV |  |

| Tolone 23 novembre 1983 | Barbarian francesi | 21 – 23 | Australia XV |  |